# Tomb Raider: Legend
Tomb Raider: Legend — відеогра від Crystal Dynamics. Це сьома гра в серії Tomb Raider. Видана компанією Eidos Interactive.

## Сюжет
Сюжет гри — про артефакт, розколотий на частини, як примітний ще й тим, що під час своїх пригод ми довідаємося подробиці з життя Лари. Зустрічі з небезпечними ворогами й вірними друзями з минулого, таємниця загибелі матері героїні, секрети короля Артура, лицарів Круглого стола і древнього меча Ескалібур.

## Ігровий процес
Tomb Raider: Легенда — це однокористувацька пригодницька гра, в якій гравець керує Ларою Крофт від третьої особи, проходячи вісім рівнів у семи локаціях по всьому світу. Як Лара Крофт, гравець може стрибати, лазити і пересуватися по уступах і вертикальних стовпах або драбинах, повзати через невеликі простори, розгойдуватися на мотузках і горизонтальних стовпах, взаємодіяти з предметами і перемикачами, користуватися канатом, щоб перестрибувати через проломи і тягнути об'єкти на себе, а також плисти і занурюватися під воду на обмежений час. Різні комбінації кнопок можуть створювати більше рухів, таких як перекид і пірнання лебедем. На деяких рівнях Лара на мотоциклі мчить через цю частину рівня, борючись з ворогами.